# الكورة يري (لودر)

تعديل مصدري - تعديل

الكورة يري هي إحدى قرى عزلة زارة بمديرية لودر التابعة لمحافظة أبين، بلغ تعداد سكانها 26 نسمة حسب تعداد اليمن لعام 2004.